# HAT-P-6
HAT-P-6 ist ein Sternensystem im Sternbild Andromeda. Das System ist von der Erde ca. 650 Lichtjahre (200 Parsec) weit entfernt, der Stern ist vom Spektraltyp F, was bedeutet, dass er größer und heißer ist als unsere Sonne. Die scheinbare Helligkeit von 10,5m reicht nicht aus, um den Stern mit bloßem Auge ausmachen zu können, die absolute Helligkeit beträgt +4,0M, was im Vergleich zur Sonne (+4,83M) deutlich heller ist. Andere Bezeichnungen für den Stern – je nach Katalog – sind GSC 03239-00992, 2MASS J23390581+4227575, TYC 3239-992-1.

## Planetensystem
Der Begleiter von HAT-P-6 mit der systematischen Bezeichnung HAT-P-6b zieht aus unserer Perspektive vor seinem Stern vorbei, was zu einem geringfügigen Abfall der Helligkeit des Sterns führt, wodurch die Existenz und Umlaufperiode des Objektes nachgewiesen werden kann (Transitmethode). HAT-P-6b wurde am 15. Oktober 2007 entdeckt, hat eine Masse die um 5,7 % über der des Jupiter liegt, hat einen im Vergleich zum Jupiter um 33 % größeren Radius und eine Dichte von 0,45 g/cm³. Die geringe Dichte entsteht durch die intensive Wärmestrahlung die der Planet von seiner Sonne erhält und die ihn sich ausdehnen lässt. Daher gehört der Planet zur Kategorie der "hot Jupiter", der heißen Planeten, die Jupiter sehr ähneln. Für einen Umlauf um seinen Stern braucht der Planet 3,85 Tage und ist dabei nur 0,05235 AE von seiner Sonne entfernt.

## Referenzen
- R. W. Noyes, G. A. Bakos, G. Torres, A. Pal, Geza Kovacs, D. W. Latham, J. M. Fernandez, D. A. Fischer, R. P. Butler, G. W. Marcy, B. Sipocz, G. A. Esquerdo, Gabor Kovacs, D. D. Sasselov, B. Sato, R. Stefanik, M. Holman, J. Lazar, I. Papp, P. Sari: HAT-P-6b: A Hot Jupiter transiting a bright F star. In: Astrophys.J. 15. Oktober 2007, arxiv:0710.2894.